# Massacri indonesiani del 1965-1966
Con l'espressione massacri indonesiani del 1965-1966 (eventi definiti anche, sia pure secondo alcuni studi in maniera non appropriata, con il nome di genocidio indonesiano) vengono designati una serie di massacri su larga scala e disordini civili avvenuti in Indonesia nel corso di diversi mesi tra il 1965 e il 1966, aventi come obiettivi militanti del Partito Comunista Indonesiano (PKI), presunti simpatizzanti di sinistra e membri di diverse minoranze etniche e religiose, condotti da gruppi paramilitari con il supporto delle forze armate indonesiane.
Le uccisioni di massa, praticate con drammatica ferocia e senza riguardi per donne, anziani o bambini, sono considerate una delle più sanguinarie tragedie del XX secolo, malgrado la scarsa conoscenza presso l'opinione pubblica. È accertato che il governo statunitense fosse a conoscenza di tali eventi e li abbia in qualche misura appoggiati, sebbene ancora non sia nota con esattezza l'estensione di tale coinvolgimento.

## Storia
I massacri iniziarono come purga anticomunista scaturita in risposta al presunto tentativo di colpo di Stato effettuato da un'organizzazione attiva all'interno delle forze armate indonesiane (in seguito nota con il nome di Movimento 30 Settembre, ispirato dalla data degli eventi). L'organizzazione aveva rapito e giustiziato sei alti ufficiali delle forze armate indonesiane il 30 settembre 1965, occupando in seguito diversi punti strategici della capitale Giacarta e alcune zone della provincia di Giava Centrale. Il Movimento motivò tale atto con l'intento di prevenire un colpo di Stato da parte della componente delle forze armate ostile al regime di Sukarno. Quest'ultimo tuttavia si dissociò dal Movimento, che - privo del supporto sperato - si rivelò incapace di perseguire i propri obiettivi strategici.
A tali eventi era seguita la reazione delle forze armate, delle cui riserve (Kostrad) era comandante Suharto. Mentre il Movimento collassava e il potere di Sukarno, ormai abbandonato dall'esercito, si indeboliva progressivamente, le forze armate allineate a Suharto iniziarono a fomentare una campagna propagandistica tesa ad associare gli eventi del 30 settembre (ingigantiti nella loro portata e pericolosità) al PKI. A tale campagna seguirono le prime violenze, dirette inizialmente contro elementi dell'esercito fedeli a Sukarno o politicamente sospetti, ed in seguito estesesi a quadri e simpatizzanti del PKI.
Le uccisioni condotte inizialmente per ragioni di tipo politico, acquisirono in diverse aree connotazioni di natura etnica e religiosa, con uccisioni mirate di cristiani e musulmani Abangan (Islam di orientamento sincretico) da parte di musulmani Santri (fautori di un Islam ortodosso). 
Le stime più diffuse affermano che nel corso dei massacri vennero uccise tra le 500.000 e più di un milione di persone, mentre alcune delle stime più recenti parlano di un numero di vittime che va da 2 a 3 milioni di persone. La purga è stata uno degli eventi centrali nel processo di transizione che ha condotto all'instaurazione del cosiddetto "Nuovo Ordine" e all'eliminazione del Partito Comunista Indonesiano come forza politica, con conseguenze significative sulla guerra fredda (esso era infatti il terzo partito comunista del mondo per numero di iscritti).
Gli eventi portarono alla caduta del presidente dell'Indonesia Sukarno, il cui regime autoritario filo-sovietico e filo-cinese faceva parte del Movimento dei Paesi non allineati. Il sistema politico ideato da Sukarno, caratterizzato dal bilanciamento di tre componenti (nazionalismo, religione e comunismo), noto con il nome di Nasakom, venne definitivamente smantellato. Gli eventi del 1965-1966 sono quindi interpretabili come la reazione di due di questi elementi, ovvero l'esercito e l'Islam politico, contro il PKI, risultando nell'eliminazione di quest'ultimo. Con il decreto Supersemar (Surat Perintah Sebelas Maret - Decreto dell'11 marzo [1966]) Sukarno trasferì gran parte del potere a Suharto. Nel 1968 l'assemblea consultiva popolare indonesiana (Majelis Permusyawaratan Rakyat Republik Indonesia) nominò formalmente quale presidente Suharto, dando inizio al suo regime autoritario, dittatura connotata in senso nazionalistico e moderatamente filo-occidentale che sarebbe durata per i tre decenni successivi, fino al 1998.

## Filmografia sull'evento
- L'atto di uccidere
- The Look of Silence
- Un anno vissuto pericolosamente
- 40 Years of Silence: An Indonesian Tragedy